# Autopista Palín-Escuintla
La Autopista Palín-Escuintla es una vía terrestre en Guatemala de doble calzada y sentido que comunica el municipio de Palín con la ciudad de Escuintla dentro del Departamento de Escuintla en el sur del país.
Es una de las vías de mayor importancia ya que es utilizada como una parte de la conexión entre el Puerto Quetzal en el Pacífico y el puerto de Santo Tomás de Castilla en la ciudad de Puerto Barrios en las costas del Caribe del país.
Durante 25 años fue una carretera que funcionó con un sistema de Peaje, similar a la Autopista VAS, bajo una concesión que fue otorgada por el gobierno de Guatemala en 1997.

## Historia
La carretera se comenzó a construir en el año de 1994 y finalizó en 1997, se utilizaron fondos del gobierno de Guatemala, adquiridos bajo un préstamo otorgado por el Banco Centroamericano de Integración Económica equivalente a la cantidad de US$50 millones. Se construyó en cinco tramos por una empresa cada uno, entre los trabajos se hicieron movimientos de tierra, 17 bóvedas, cinco puentes, trece viaductos y tres intersecciones.
Fue inaugurada el 18 de julio de 1997 por el presidente Álvaro Arzú, en una actividad donde estuvo a bordo de una motocicleta, que le ofreció una persona, con la que recorrió la nueva carretera que se había construido. En esa actividad se explicaron intenciones de cobrar un peaje para el paso de vehículos y que con ese dinero se terminaría de construir la carretera hacia el Puerto Quetzal. En la actividad también estuvo el entonces ministro de comunicaciones Fritz García-Gallont, quién indicó que buscaba eliminar atascos debido a que la transitaban 14 mil vehículos diarios aproximadamente.

## Concesión
En el mes de septiembre de 1997 se le entregó a la empresa mexicana «Constructora Marhnos S.A. de C.V.» con sede en México D.F., mediante un contrato administrativo de concesión por un periodo de 25 años después de haber ganado una licitación realizada. Ese contrato fue aprobado por el Congreso de la República de Guatemala en abril de 1998 y comenzó a funcionar el 30 de abril de ese año. El contrato establecía que la empresa se encargaría de administrar, controlar, operar y mantener en buenas condiciones dicho tramo, para el que se aprobó el cobro de un peaje para que se pudiera financiar el mantenimiento de dicha carretera. Además se incluía la construcción de dos carriles adicionales nuevos al tramo Escuintla-Puerto Quetzal con una longitud aproximada de 37 km que debían estar construidos después de 24 meses de iniciada la concesión. Además incluía el cobro de peaje para cada tipo de vehículo con la condición de realizar reajustes semestrales de la tarifa. Las tarifas que han regido para el peaje son: 
| Tipo de vehículo | Descripción                                                                                                | Tarifa al inicio | Tarifa al final |
| ---------------- | --- | ---------------- | --------------- |
| Tipo 1           | Motocicletas                                                                                               | Q.7.00           | Q.7.00          |
| Tipo 1           | Vehículo con carretón extra                                                                                | Q.7.00           | Q.29.25         |
| Tipo 1           | Vehículos livianos, automóviles, Pick-Ups, Jeeps o vans, con máximo de 8 pasajeros                         | Q.7.00           | Q.15.25         |
| Tipo 2           | Camión pequeño de dos ejes o microbús de 9 a 18 pasajeros. Vehículo liviano con remolque de uno a dos ejes | Q.14.00          | Q.30.50         |
| Tipo 3           | Camión de tres o camioneta de 19 pasajeros en adelante.                                                    | Q.21.00          | Q.45.75         |
| Tipo 3           | Camión de cuatro ejes                                                                                      | Q.21.00          | Q.61.25         |
| Tipo 4           | Autobús Pullman                                                                                            | Q.28.00          | Q.45.75         |
| Tipo 5           | Camión multieje de cinco ejes                                                                              | Q.35.00          | Q.76.50         |
| Tipo 6           | Camión multieje de seis ejes                                                                               | Q.42.00          | Q.91.75         |

La empresa también se comprometió a colocar los puestos de cobro, implementar medidas de seguridad, emergencia y primeros auxilios; cuidar y restaurar la señalización necesaria, mantenimiento y reparación de todo el tramo concesionado: puentes, drenajes, cunetas, hombros, derecho de vía, etc.; capacitar al personal guatemalteco que designara el concedente (gobierno). Además, incluyó retribuir al gobierno de Guatemala con el 1% de los ingresos por el cobro del peaje, libres del Impuesto al Valor Agregado -IVA- a partir del tercer año de concesión y que al final del período de concesión, todas las construcciones e infraestructura pasarán a ser propiedad del Estado de Guatemala sin ningún reembolso.

### Críticas a la concesión
Una de las principales críticas a la concesión otorgada fue por lo pocos recursos que recibió el Estado de Guatemala por la carretera, debido a que se estableció que únicamente recibiría el 1% de los ingresos totales por concepto del peaje, pero el gobierno gastó Q.350 millones (US$44 millones). En 2014 el entonces viceministro de Comunicaciones, Rubén Mejía, explicó que era la primera concesión hecha en el país y por eso se cometieron algunos errores que debían entenderse, «porque sucedieron en otra época» y en otras condiciones. Además, indicó que debía respetarse el contrato firmado. En 2013, Luis Contreras, entonces diputado por el gobernante Partido Patriota, presentó una propuesta para declarar lesivo el contrato porque los ingresos percibidos por el estado no eran justos comparados con la inversión que se hizo en la carretera.
En el año 2016, Carlos Mencos de la Contraloría General de Cuentas expresó que se debería declarar lesivo el contrato por no ser beneficioso para el país.
El 18 de abril de 2023 la Dirección de Concesiones y Desincorporaciones del Ministerio de Comunicaciones, Infraestructura y Vivienda presentó un informe, a marzo de ese año, en el que se indicaba que el concesionario tuvo un ingreso de Q2 mil 442 millones 116 mil 236,76 (US$317 millones 475 mil 110,8), de esos el Estado de Guatemala percibió solo Q21 millones 403 mil 74,88 (US$2 millones 782 mil 399,734) correspondientes al 1% más Q.260 millones 210 mil 331.4 (US$33 millones 827 mil 734,08 millones) por concepto del IVA.

## Servicios
La autopista presta algunos servicios que se incluyeron dentro del contrato de concesión en el que la empresa se comprometió a la obligación de prestar servicios complementarios:
1. Áreas de servicios varios para el usuario
  1. Servicios sanitarios
  2. Servicios de comunicación
  3. servicios contra incendios
2. Servicios de primeros auxilios
  1. Servicios de remolque y taller mecánico
  2. Postes S.O.S.
  3. Paradas de buses
3. Mecanismo para la fluidez del tránsito.
4. Sistemas de supervisión y control
5. Estadísticas de tránsito
6. Colocación de letreros en el corredor concesionado.

## Fin de la concesión
La concesión otorgada por el Ministerio de Comunicaciones finalizó el 30 de abril de 2023, para ello, según el contrato, la empresa debía entregar el tramo carretero en óptimas condiciones, proceso que la empresa comenzó en marzo de 2023 para trabajar en ese sentido, sustituyendo la cinta asfáltica y sustituyendo la señalización, indicaron que tardarían 5 meses en realizar los trabajos.
El 18 de abril el Ministerio de Comunicaciones de Guatemala informó que a partir del 1 de mayo de 2023, la Dirección General de Caminos pasaría a tomar el control de la autopista y que se seguiría cobrando peaje, pero que este bajaría y en los próximos días se darán a conocer las nuevas tarifas. Sin embargo, el 22 de abril el presidente Alejandro Giammattei en una cadena nacional anunció que a partir de mayo se dejaría de cobrar peaje a los vehículos que transitaran por la carretera y que se restringiría el paso de vehículos de carga pesados para evitar el deterioro de la misma.
El 27 de abril fueron publicadas nuevas restricciones para circular en la carretera, entre estos se restringió la circulación de vehículos de carga y combinaciones mayores o iguales a seis ejes, velocidad máxima de 80 km/h, prohibición de colocación de anuncios publicitarios y venta de productos o artículos.
El 30 de abril a las 23:00 horas (horario local) la empresa Marhnos y el Ministerio de Comunicaciones hicieron oficial el traspaso de la administración de la autopista y a partir de las 00:00 horas del 1 de mayo se dejó de cobrar por el paso y las autoridades estatales recuperaron el control de dicha carretera después de 25 años.

## Tráfico
Más de 80 millones de vehículos han circulado por dicha autopista desde su construcción. En el año 2018, Marhnos calculó que a diario circulaban más de 22 mil vehículos de los cuales un 20% era de transporte pesado.
En épocas de descanso el paso de vehículos incrementa y puede llegar hasta los 35 mil vehículos que pasan por dicho tramo.